# Чижов Сергій Михайлович
Сергій Михайлович Чижов (нар. 20 вересня 1912 — пом. 7 лютого 1977) — радянський військовик у період німецько-радянської війни, відзначився у битві за Дніпро. Герой Радянського Союзу (1944).

## Біографія
Народився 20 вересня 1912 року в селі Високе (нині Єфремовського району Тульської області РФ) в селянській родині. Росіянин. Освіта початкова. Працював у колгоспі.
У складі РСЧА в 1934-1936 роках і з 1941 року. На фронті німецько-радянської війни з червня 1941 року.
Стрілець 78-го гвардійського стрілецького полку (25-та гвардійська стрілецька дивізія (СРСР), 6-та армія, Південно-Західний фронт) гвардії червоноармієць С.М.Чижов в ніч на 26 вересня 1943 року в складі штурмового загону переправився через річку Дніпро в районі села Військове (зараз Солонянський район Дніпропетровської області України). Одним з перших увірвався в траншею противника, потім брав участь у відбитті п'яти ворожих контратак.
19 березня 1944 гвардії червоноармійцю Чижову Сергію Михайловичу присвоєно звання Героя Радянського Союзу.
Після війни старший сержант С.М.Чижов був демобілізований. Жив і працював у Тулі. Помер 7 лютого 1977 року.